# ニヤス・ビラロフ
ニヤス・ビラロフ（Niiaz Bilalov　1994年9月5日- ）はロシア出身の柔道選手。階級は100kg級。

## 経歴
2015年のユニバーシアード100kg級で3位になった。2016年のグランドスラム・チュメニで3位になると、U23ヨーロッパ選手権では優勝した。2017年のユニバーシアードでは3位だったが、グランドスラム・アブダビでIJFワールド柔道ツアー初優勝を飾った。2018年のグランドスラム・デュッセルドルフでは3位だったが、グランプリ・カンクンでは優勝した。2021年のグランドスラム・カザンで3位になると、グランドスラム・バクーでは優勝した。
IJF世界ランキングは2468ポイント獲得で15位(21/11/29現在)。

## 主な戦績
- 2015年 - ユニバーシアード　3位
- 2015年 - グランプリ・タシュケント　3位
- 2015年 - U23ヨーロッパ選手権　3位
- 2016年 - グランドスラム・チュメニ　3位
- 2016年 - U23ヨーロッパ選手権　優勝
- 2017年 - ユニバーシアード　3位
- 2017年 - グランドスラム・アブダビ　優勝
- 2018年 - グランドスラム・デュッセルドルフ　3位
- 2018年 - グランプリ・カンクン　優勝
- 2021年 - グランドスラム・カザン　3位
- 2021年 - グランドスラム・バクー　優勝

(出典、)。